# Romanian Open - Qualificazioni singolare
Le qualificazioni del singolare del Romanian Open sono state un torneo di tennis preliminare per accedere alla fase finale della manifestazione. I vincitori dell'ultimo turno sono entrati di diritto nel tabellone principale. In caso di ritiro di uno o più giocatori aventi diritto a questi sono subentrati i lucky loser, ossia i giocatori che hanno perso nell'ultimo turno ma che avevano una classifica più alta rispetto agli altri partecipanti che avevano comunque perso nel turno finale.
Le qualificazioni del torneo prevedevano 32 partecipanti di cui 4 sono entrati nel tabellone principale.

## Teste di serie
1. Carlos Berlocq (secondo turno)
2. Albert Portas (Qualificato)
3. Kristof Vliegen (secondo turno)
4. Oliver Marach (Qualificato)

1. Juan Antonio Marín (ultimo turno)
2. Rubén Ramírez Hidalgo (Qualificato)
3. Victor Ioniță (ultimo turno)
4. Daniel Gimeno Traver (primo turno)

## Qualificati
1. Rubén Ramírez Hidalgo
2. Albert Portas

1. Mariusz Fyrstenberg
2. Oliver Marach

## Tabellone

### Legenda
| - Q = Qualificato - WC = Wild card - LL = Lucky loser | - ALT = Alternate - SE = Special Exempt - PR = Protected Ranking | - w/o = Walkover - r = Ritirato - d = Squalificato |

### Sezione 1
|  | Primo turno         | Primo turno           | Primo turno           | Primo turno | Primo turno |  |  | Secondo turno | Secondo turno         | Secondo turno         | Secondo turno         | Secondo turno |   |   | Ultimo turno | Ultimo turno        | Ultimo turno | Ultimo turno | Ultimo turno |  |
|  |                     |                       |                       |             |             |  |  |               |                       |                       |                       |               |   |   |              |                     |              |              |              |  |
|  | 1                   | Carlos Berlocq        | 6                     | 3           | 7           |  |  |               |                       |                       |                       |               |   |   |              |                     |              |              |              |  |
|  |                     | Cosmin Cotet          | 4                     | 6           | 5           |  |  | 1             | Carlos Berlocq        | Carlos Berlocq        | 4                     | 2             |   |   |              |                     |              |              |              |  |
|  | Andreas Vinciguerra | Andreas Vinciguerra   | Andreas Vinciguerra   | 6           | 6           |  |  |               | Andreas Vinciguerra   | Andreas Vinciguerra   | 6                     | 6             |   |   |              |                     |              |              |              |  |
|  | Paul-Mihai Puscasu  | Paul-Mihai Puscasu    | Paul-Mihai Puscasu    | 2           | 0           |  |  |               |                       |                       |                       |               |   |   |              | Andreas Vinciguerra | 1            | 6            | 1            |  |
|  | Filip Urban         | Filip Urban           | 6                     | 3           | 6           |  |  |               |                       | 6                     | Rubén Ramírez Hidalgo | 6             | 3 | 6 |              |                     |              |              |              |  |
|  | Adrian Barbu        | Adrian Barbu          | 2                     | 6           | 3           |  |  |               | Filip Urban           | Filip Urban           | 2                     | 2             |   |   |              |                     |              |              |              |  |
|  | 6                   | Rubén Ramírez Hidalgo | Rubén Ramírez Hidalgo | 6           | 6           |  |  | 6             | Rubén Ramírez Hidalgo | Rubén Ramírez Hidalgo | 6                     | 6             |   |   |              |                     |              |              |              |  |
|  |                     | Marcin Matkowski      | Marcin Matkowski      | 3           | 1           |  |  |               |                       |                       |                       |               |   |   |              |                     |              |              |              |  |

### Sezione 2
|  | Primo turno            | Primo turno            | Primo turno            | Primo turno | Primo turno |  |  | Secondo turno | Secondo turno          | Secondo turno          | Secondo turno      | Secondo turno      |   |   | Ultimo turno | Ultimo turno  | Ultimo turno  | Ultimo turno | Ultimo turno |  |
|  |                        |                        |                        |             |             |  |  |               |                        |                        |                    |                    |   |   |              |               |               |              |              |  |
|  | 2                      | Albert Portas          | 2                      | 6           | 6           |  |  |               |                        |                        |                    |                    |   |   |              |               |               |              |              |  |
|  |                        | Adrian-Vasile Gavrila  | 6                      | 1           | 1           |  |  | 2             | Albert Portas          | Albert Portas          | 6                  | 7                  |   |   |              |               |               |              |              |  |
|  | Jan Frode Andersen     | Jan Frode Andersen     | Jan Frode Andersen     | 6           | 6           |  |  |               | Jan Frode Andersen     | Jan Frode Andersen     | 4                  | 69                 |   |   |              |               |               |              |              |  |
|  | Ilia Kushev            | Ilia Kushev            | Ilia Kushev            | 4           | 2           |  |  |               |                        |                        |                    |                    |   |   | 2            | Albert Portas | Albert Portas | 6            | 7            |  |
|  | Artemon Apostu-Efremov | Artemon Apostu-Efremov | Artemon Apostu-Efremov | 6           | 7           |  |  |               |                        | 5                      | Juan Antonio Marín | Juan Antonio Marín | 2 | 5 |              |               |               |              |              |  |
|  | Pablo Galdon           | Pablo Galdon           | Pablo Galdon           | 2           | 64          |  |  |               | Artemon Apostu-Efremov | Artemon Apostu-Efremov | 63                 | 2                  |   |   |              |               |               |              |              |  |
|  | 5                      | Juan Antonio Marín     | Juan Antonio Marín     | 6           | 6           |  |  | 5             | Juan Antonio Marín     | Juan Antonio Marín     | 7                  | 6                  |   |   |              |               |               |              |              |  |
|  |                        | Ionuț Moldovan         | Ionuț Moldovan         | 1           | 3           |  |  |               |                        |                        |                    |                    |   |   |              |               |               |              |              |  |

### Sezione 3
|  | Primo turno          | Primo turno          | Primo turno          | Primo turno          | Primo turno |  |  | Secondo turno   | Secondo turno       | Secondo turno   | Secondo turno   | Secondo turno   |   |   | Ultimo turno        | Ultimo turno        | Ultimo turno        | Ultimo turno | Ultimo turno |  |
|  |                      |                      |                      |                      |             |  |  |                 |                     |                 |                 |                 |   |   |                     |                     |                     |              |              |  |
|  | 3                    | Kristof Vliegen      | Kristof Vliegen      | 6                    | 6           |  |  |                 |                     |                 |                 |                 |   |   |                     |                     |                     |              |              |  |
|  |                      | Peter-Robert Hodel   | Peter-Robert Hodel   | 1                    | 3           |  |  | 3               | Kristof Vliegen     | 6               | 5               | 3               |   |   |                     |                     |                     |              |              |  |
|  | Mariusz Fyrstenberg  | Mariusz Fyrstenberg  | Mariusz Fyrstenberg  | 6                    | 6           |  |  |                 | Mariusz Fyrstenberg | 3               | 7               | 6               |   |   |                     |                     |                     |              |              |  |
|  | Kostyantyn Dmytrenko | Kostyantyn Dmytrenko | Kostyantyn Dmytrenko | 0                    | 2           |  |  |                 |                     |                 |                 |                 |   |   | Mariusz Fyrstenberg | Mariusz Fyrstenberg | Mariusz Fyrstenberg | 6            | 6            |  |
|  | Alexander Flock      | Alexander Flock      | Alexander Flock      | 6                    | 6           |  |  |                 |                     | Alexander Flock | Alexander Flock | Alexander Flock | 2 | 3 |                     |                     |                     |              |              |  |
|  | Sebastian Kraila     | Sebastian Kraila     | Sebastian Kraila     | 1                    | 1           |  |  | Alexander Flock | Alexander Flock     | Alexander Flock | 6               | 6               |   |   |                     |                     |                     |              |              |  |
|  |                      | Todor Enev           | Todor Enev           | Todor Enev           | W-O         |  |  | Todor Enev      | Todor Enev          | Todor Enev      | 1               | 1               |   |   |                     |                     |                     |              |              |  |
|  | 8                    | Daniel Gimeno Traver | Daniel Gimeno Traver | Daniel Gimeno Traver |             |  |  |                 |                     |                 |                 |                 |   |   |                     |                     |                     |              |              |  |

### Sezione 4
|  | Primo turno                | Primo turno                | Primo turno                | Primo turno | Primo turno |  |  | Secondo turno | Secondo turno           | Secondo turno           | Secondo turno | Secondo turno |   |   | Ultimo turno | Ultimo turno  | Ultimo turno  | Ultimo turno | Ultimo turno |  |
|  |                            |                            |                            |             |             |  |  |               |                         |                         |               |               |   |   |              |               |               |              |              |  |
|  | 4                          | Oliver Marach              | Oliver Marach              | 6           | 6           |  |  |               |                         |                         |               |               |   |   |              |               |               |              |              |  |
|  |                            | Remus Farcas               | Remus Farcas               | 2           | 0           |  |  | 4             | Oliver Marach           | Oliver Marach           | 6             | 6             |   |   |              |               |               |              |              |  |
|  | Teodor-Dacian Craciun      | Teodor-Dacian Craciun      | Teodor-Dacian Craciun      | 6           | 6           |  |  |               | Teodor-Dacian Craciun   | Teodor-Dacian Craciun   | 3             | 3             |   |   |              |               |               |              |              |  |
|  | Salvador Navarro-Gutierrez | Salvador Navarro-Gutierrez | Salvador Navarro-Gutierrez | 0           | 3           |  |  |               |                         |                         |               |               |   |   | 4            | Oliver Marach | Oliver Marach | 6            | 6            |  |
|  | Petru-Alexandru Luncanu    | Petru-Alexandru Luncanu    | Petru-Alexandru Luncanu    | 6           | 6           |  |  |               |                         | 7                       | Victor Ioniță | Victor Ioniță | 2 | 1 |              |               |               |              |              |  |
|  | Ionel-Catalin Buzatu       | Ionel-Catalin Buzatu       | Ionel-Catalin Buzatu       | 1           | 0           |  |  |               | Petru-Alexandru Luncanu | Petru-Alexandru Luncanu | 4             | 2             |   |   |              |               |               |              |              |  |
|  | 7                          | Victor Ioniță              | Victor Ioniță              | 6           | 7           |  |  | 7             | Victor Ioniță           | Victor Ioniță           | 6             | 6             |   |   |              |               |               |              |              |  |
|  |                            | Gabriel Moraru             | Gabriel Moraru             | 4           | 64          |  |  |               |                         |                         |               |               |   |   |              |               |               |              |              |  |